# Груздево (Ивановская область)

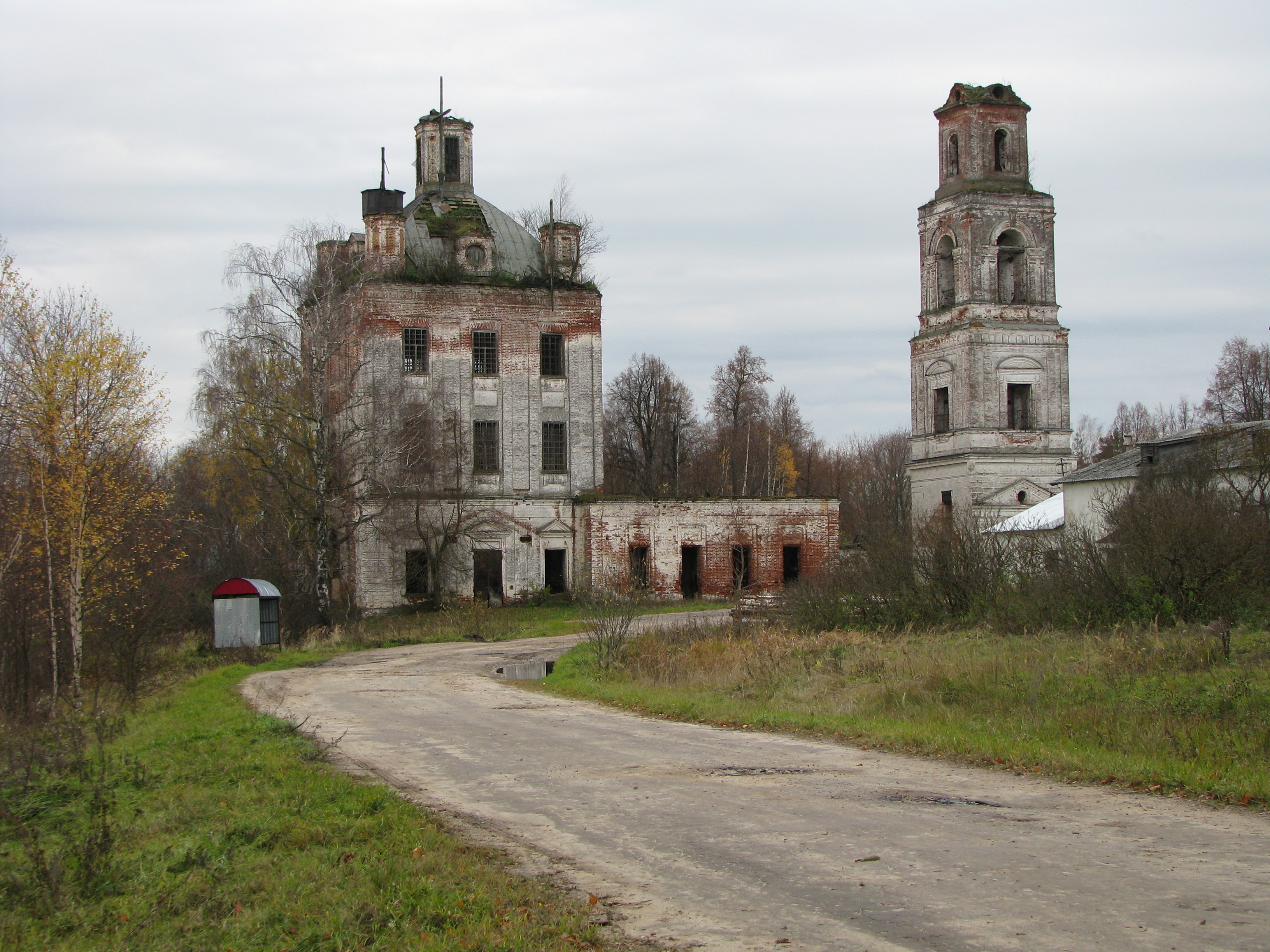

Гру́здево — село в Южском районе Ивановской области, входит в состав Мугреево-Никольского сельского поселения.

## География
Село находится в северной части Южского района, в 12,9 км к северу от Южи (18,2 км по автодорогам). С востока к селу примыкает деревня Кашино. Улицы Молодёжная, Набережная, Полевая, Придорожная, Центральная, Школьная.

## История
Из надписи на сохранившемся в церкви старопечатном Евангелии видно, что в 1578 году в слободе Груздеве существовала церковь Покрова Пресвятой Богородицы и Николая Чудотворца. В писцовых книгах 1628-30 годов Груздево числилось в вотчине князей Федора и Юрия Борятинских, в селе было две деревянные церкви Покрова Пресвятой Богородицы и Николая Чудотворца. По переписным книгам второй половины XVIII века в вотчине бригадира Ивана Федоровича Борятинского в Груздеве показана церковь во имя Покрова Пресвятой Богородицы с престолом внизу Николая Чудотворца. После пожара в 1770-х годах построена была каменная Покровская церковь. Она существовала до 1857 года, когда за ветхостью была разобрана. В 1810-22 годах построен и освящен в Груздеве каменный храм. Каменная, отдельно от храма стоящая, колокольня построена в 1860-65 годах. Престолов в этом храме было три: главный — во имя Покрова Пресвятой Богородицы, в трапезе теплой во имя Рождества Пресвятой Богородицы и Святого Николая Чудотворца. В селе имелась с начала XX столетия народная школа, учащихся в 1897 году было 90.
К 1913 году Груздево являлось одним из 15 волостных центров Вязниковского уезда Владимирской губернии. До 2010 года — центр Груздевского сельского поселения. В 2010 году вошло в состав Мугреево-Никольского сельского поселения.

## Население
| 1859 | 1905 | 2010 |
| ---- | ---- | ---- |
| 62   | ↗76  | ↗147 |

## Инфраструктура
В Груздево находится основная общеобразовательная школа им. К.Н. Пурусова, которую посещают дети из села Груздево и из близлежащих деревень Горки, Кашино, Петушки. Отделение Почта России, продовольственный магазин, фельдшерско-акушерский пункт. 

## Русская православная церковь
- Храм Покрова Пресвятой Богородицы (недействующий)